# ماجنوس جوستا ميتاج-ليفلر

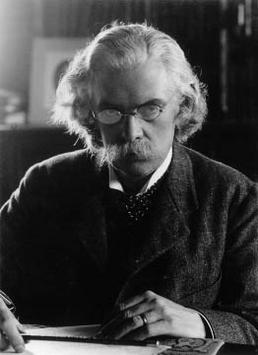
ماجنوس جوستا ميتاج-ليفلر.

ماجنوس جوستاف (جوستا) ميتاج-ليفلر (16 مارس 1846 – 7 يوليو 1927) (بالسويدية: Magnus Gustaf (Gösta) Mittag-Leffler) رياضياتي سويدي له إسهامات تتعلق بنظرية الدوال الرياضية.

## سيرته
ولد ميتاج-ليفلر في ستوكهولم، لأبوين معلمين. أخته الكاتبة آن شارلوت لفلر. ألتحق بجامعة أوبسالا عام 1865، حتى حصل على الدكتوراه عام 1872، وأصبح محاضرًا في الجامعة في نفس العام. بعد ذلك، سافر إلى جامعة باريس وجامعة غوتنغن وجامعة هومبولدت في برلين، للدراسة على يد كارل ويرستراس. تولى بعد ذلك منصب أستاذ الرياضيات في جامعة هلسنكي 1877-1881، وبعد ذلك أستاذ الرياضيات الأول في جامعة ستوكهولم، ثم رئيسًا لها 1891 حتى تقاعده عام 1911. كان لميتاج-ليفلر أيضًا أعماله التجارية، التي جعلت منه رجل أعمال ناجح في بلده، ولكن الانهيار الاقتصادي في أوروبا قضى على ثروته عام 1922.
أصبح عضوًا في الأكاديمية الملكية السويدية للعلوم عام 1883, وجمعية العلوم والآداب الفنلندية عام 1878, الجمعية السويدية الملكية للعلوم والجمعية السويدية الملكية للجغرافيا الطبيعية عام 1906، إضافة إلى حوالي 30 جمعية علمية أجنبية منها الجمعية الملكية في لندن عام 1896 والأكاديمية الفرنسية للعلوم في باريس. كما حصل على الدكتوراه الفخرية من جامعة أوكسفورد والعديد من الجامعات.
كان ميتاج-ليفلر أيضًا من المدافعين عن حقوق المرأة، كما ساهم في جعل صوفيا كوفاليفسكايا أستاذة كاملة للرياضيات في ستوكهولم، وبذلك أصبحت أول امرأة على مستوى العالم تتقلد هذا المنصب. كما كان له دور في حصول ماري كوري على جائزة نوبل في الفيزياء مشاركة مع بيير كوري وهنري بيكريل، إذ كانت هناك نية لتكريم بيير وهنري فقط، إلا أن ماجنوس نبه بيير الذي قدم تظلمًا، أضيف بعده اسم ماري كوري لتنال الجائزة أيضًا. أسس أيضًا الصحيفة الرياضياتية "Acta Mathematica" عام 1882، برعاية الملك أوسكار الثاني ملك السويد،

## روابط خارجية
- ماجنوس جوستا ميتاج-ليفلر على موقع الموسوعة البريطانية (الإنجليزية)